# Men Are Like That
Pour plus de détails, voir Fiche technique et Distribution.
Men Are Like That est un film américain réalisé par Frank Tuttle, sorti en 1930.

## Fiche technique
- Titre : Men Are Like That
- Réalisation : Frank Tuttle
- Scénario : Herman J. Mankiewicz et Marion Dix d'après la pièce de George Kelly
- Photographie : Archie Stout
- Société de production : Paramount Pictures
- Pays d'origine : États-Unis
- Format : Noir et blanc - Mono
- Genre : comédie dramatique
- Date de sortie : 1930

## Distribution
- Hal Skelly : J. Aubrey Piper
- Doris Hill : Amy Fisher
- Clara Blandick : Ma Fisher
- Charles Sellon : Pa Fisher
- Helene Chadwick : Clara Hyland
- Morgan Farley : Joe Fisher
- George Fawcett : le Juge
- William B. Davidson : Frank Hyland
- Eugene Pallette : Flic
- E. H. Calvert : Superintendant (non crédité)
- Gordon De Main : Roger (non crédité)